# Campeonato Sul-Americano de Voleibol Feminino de 2013
O Campeonato Sul-Americano de Voleibol Feminino de 2013 é a 30ª edição do torneio organizado pela Confederação Sul-Americana de Voleibol (CSV) a cada dois anos. Aconteceu em Ica, Peru, de 18 a 22 de setembro de 2013.

## Equipes
- Argentina
- Brasil
- Chile
- Colômbia
- Peru
- Venezuela

## Local
- Coliseo Cerrado de Ica, Ica, Peru

## Fórmula de disputa
As seis equipes se enfrentam entre si em turno único. Nos jogos com placares de 3-0 ou 3-1 o vencedor conquista três pontos na classificação e o perdedor nenhum; caso o placar seja 3-2 o vencedor soma dois pontos e a equipe derrotada, um. A equipe que conquistar mais pontos ao final das cinco rodadas sagra-se campeã e conquista o direito de participar da Copa dos Campeões de 2013 e do Campeonato Mundial de 2014. O segundo, terceiro e quarto colocados juntam-se à Argentina no Qualificatório Sul-Americano para o Mundial de 2014. Caso a seleção argentina termine a competição entre a primeira e a quarta posição, o quinto colocado herda a vaga.

## Resultados
- Horários UTC-5.

|     |           |     | Jogos | Jogos | Jogos | Sets | Sets | Sets  | Pontos | Pontos | Pontos |
| Pos | Equipe    | Pts | T     | V     | D     | V    | P    | R     | V      | P      | R      |
| --- | --------- | --- | ----- | ----- | ----- | ---- | ---- | ----- | ------ | ------ | ------ |
| 1   | Brasil    | 15  | 5     | 5     | 0     | 15   | 0    | MAX   | 375    | 190    | 1.974  |
| 2   | Argentina | 11  | 5     | 4     | 1     | 12   | 7    | 1.714 | 397    | 404    | 0.983  |
| 3   | Peru      | 8   | 5     | 3     | 2     | 10   | 9    | 1.111 | 401    | 402    | 0.998  |
| 4   | Colômbia  | 7   | 5     | 2     | 3     | 10   | 10   | 1,000 | 426    | 429    | 0.993  |
| 5   | Venezuela | 3   | 5     | 1     | 4     | 6    | 12   | 0.500 | 367    | 415    | 0.884  |
| 6   | Chile     | 0   | 5     | 0     | 5     | 0    | 15   | 0,000 | 249    | 375    | 0.664  |

| Data   | Hora  |           | Placar |           | Set 1 | Set 2 | Set 3 | Set 4 | Set 5 | Total   |
| ------ | ----- | --------- | ------ | --------- | ----- | ----- | ----- | ----- | ----- | ------- |
| 18 set | 15:00 | Brasil    | 3–0    | Chile     | 25–10 | 25–5  | 25–4  |       |       | 75–19   |
| 18 set | 17:00 | Argentina | 3–2    | Colômbia  | 19–25 | 31–29 | 11–25 | 25–12 | 15–11 | 101–102 |
| 18 set | 19:00 | Peru      | 3–1    | Venezuela | 22–25 | 25–19 | 25–15 | 25–16 |       | 97–75   |
| 19 set | 15:00 | Argentina | 3–1    | Venezuela | 18–25 | 25–14 | 25–18 | 25–16 |       | 93–73   |
| 19 set | 17:00 | Brasil    | 3–0    | Colômbia  | 25–13 | 25–14 | 25–18 |       |       | 75–45   |
| 19 set | 19:00 | Peru      | 3–0    | Chile     | 25–14 | 25–20 | 25–19 |       |       | 75–53   |
| 20 set | 15:00 | Venezuela | 3–0    | Chile     | 25–11 | 25–20 | 25–22 |       |       | 75–53   |
| 20 set | 17:00 | Brasil    | 3–0    | Argentina | 25–16 | 25–13 | 25–7  |       |       | 75–36   |
| 20 set | 19:00 | Peru      | 3–2    | Colômbia  | 16–25 | 25–27 | 25–20 | 25–22 | 15–13 | 106–107 |
| 21 set | 14:00 | Chile     | 0–3    | Colômbia  | 18–25 | 23–25 | 19–25 |       |       | 60–75   |
| 21 set | 16:00 | Brasil    | 3–0    | Venezuela | 25–20 | 25–20 | 25–17 |       |       | 75–57   |
| 21 set | 18:00 | Peru      | 1–3    | Argentina | 23–25 | 25–17 | 20–25 | 22–25 |       | 90–92   |
| 22 set | 13:00 | Chile     | 0-3    | Argentina | 19-25 | 23-25 | 22-25 |       |       | 64–75   |
| 22 set | 15:00 | Colômbia  | 3-1    | Venezuela | 22-25 | 25-19 | 25-21 | 22-22 |       | 97–87   |
| 22 set | 17:00 | Peru      | 0-3    | Brasil    | 8-25  | 17-25 | 8-25  |       |       | 33–75   |

## Classificação final
| Posição | Equipe    |
| ------- | --------- |
|         | Brasil    |
|         | Argentina |
|         | Peru      |
| 4       | Colômbia  |
| 5       | Venezuela |
| 6       | Chile     |

| Campeonato Sul-Americano de Voleibol Feminino |
| --------------------------------------------- |
| Brasil Campeão (18ºtítulo)                    |